# Rusticiana
Rusticiana fou una aristòcrata romana, filla de Memmi Vitrasi Òrfit. Se'n desconeix la data de naixement. Va ser esposa de Quint Aureli Símmac i mare de dos infants, Quint Fabi Memmi Símmac i Galla. Se'n coneix una germana resident a Etrúria.
Poc se'n sap de la seva vida a banda del seu lligam amb la família Símmac. Si que coneixem, però, que va aportar al patrimoni familiar una vila a Baiae, i que Símmac es va veure implicat en un contenciós per evitar la pèrdua d'aquest patrimoni a causa d'un plet contra Òrfit, del qual se'n van fer responsables els seus hereus.
A partir de l'activitat familiar es pot deduir la seva residència a la mansió familiar al munt Celi, a Roma, alternada amb períodes de repòs a d'altres propietats familiars a la Campània. Sidoni Apol·linar testimonia una intervenció activa de Rusticiana en l'obra de Símmac, de manera que se'n podria inferir una formació cultural i literària similar a la que haurien rebut d'altres aristòcrates del moment com Acònia Paulina.
Es desconeix la data de la seva mort, tot i que encara se'n tenen notícies al voltant dels anys 385-386.